# Сао Домингос (Кабо Верде)
Сао Домингос е една от 22-те общини на Кабо Верде. Разположена е в източната част на остров Сантяго. Площта на общината е 148 км², а населението е 14 170 души (по предварителна оценка от юли 2019 г.). Гъстотата на населението е 96 души/км². Административният център на Сао Домигос е град Сао Домингос.
Източните и централните части на общината се заети от обработваеми земи, а в западната част преобладават планините. Сао Домингос е разделена на две енории – Носа Сеньора да Луз и Сао Николау Толентино.